# Haspengouw

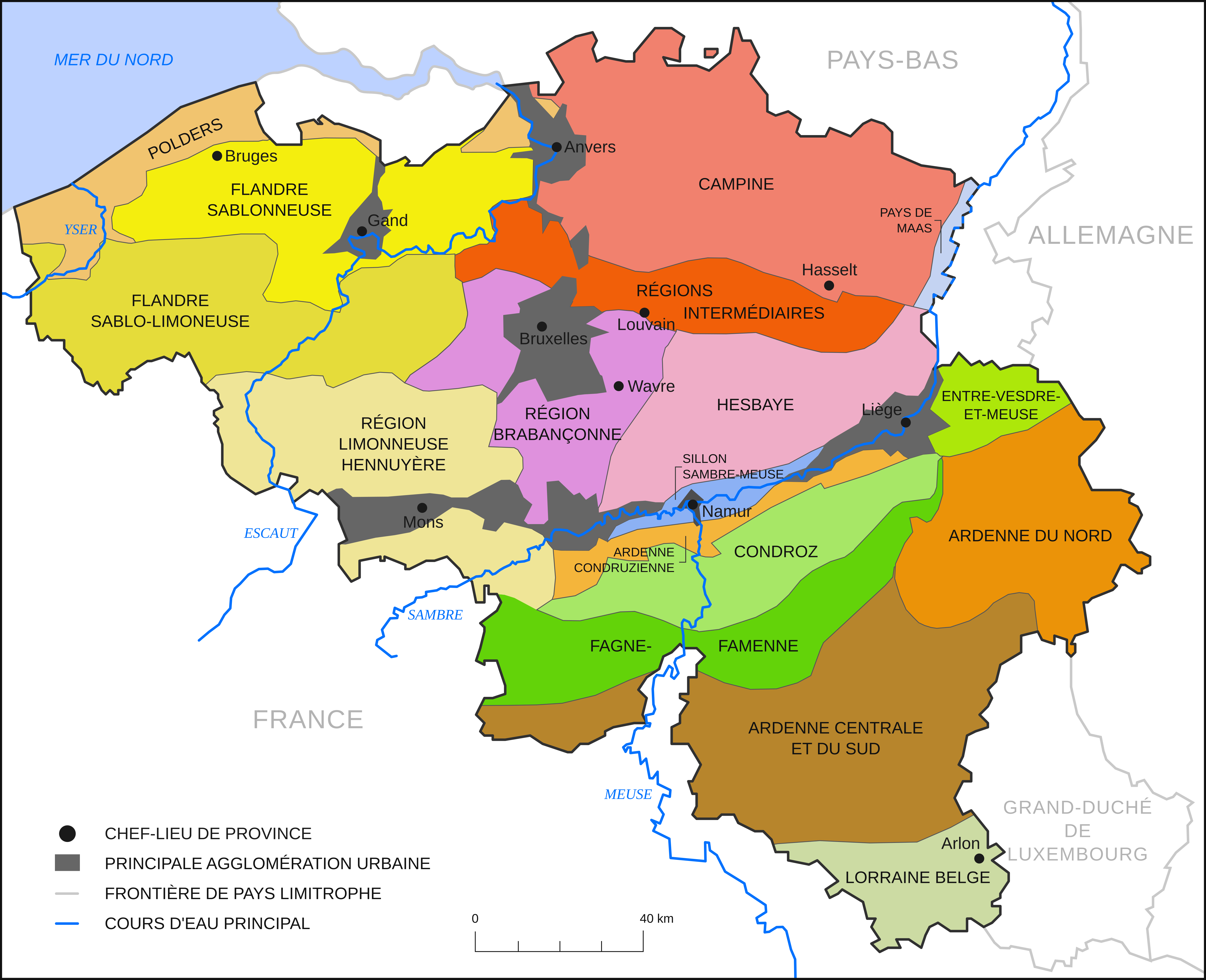
De locatie (roze) van Haspengouw.

Kerniel, een dorpje in Haspengouw (fruitbomen in bloei).

Haspengouw (Frans: Hesbaye) is een landstreek die zich uitstrekt over de Belgische provincies Limburg, Luik, Namen, Vlaams-Brabant, Waals-Brabant en eerder de Nederlandse provincie Limburg. Deze regio wordt gekenmerkt door een glooiend landschap met zeer vruchtbare gronden die gebruikt worden voor landbouw en veeteelt. Het is een deel van de Leemstreek (löss) en valt deels samen met het Haspengouws Plateau. Naar landschapstype wordt het onderscheiden in Droog-Haspengouw (ten zuiden van de lijn Eigenbilzen-Tongeren-Sint-Truiden) en Vochtig-Haspengouw, waartoe historisch gezien ook Maastricht behoort, gelegen ten westen van de Maas. De Nederlandse gebieden worden gewoonlijk niet meer tot de Haspengouw gerekend. Het Vlaamse deel van Haspengouw valt onder het Regionaal Landschap Haspengouw en Voeren.
De Maas vormt de oostelijke grens van Haspengouw en ook de zuidelijke grens tussen de steden Namen en Luik, waar de rivier de grens vormt met de Condroz. In het Luikse deel van Haspengouw bevinden zich de steden Borgworm en Hannuit. De noordelijke grens van Haspengouw wordt gevormd door de Demer, die langs Bilzen naar de stad Hasselt stroomt. Ten noorden van de Demer liggen de Kempen. In Limburgs Haspengouw bevinden zich ook de steden Borgloon, Sint-Truiden en Tongeren. In het Brabantse deel liggen de steden Geldenaken, Landen, Tienen en Zoutleeuw. Ten noordwesten van Brabants Haspengouw ligt de streek Hageland. In 2023 werd het Landschapspark Hart van Haspengouw opgericht. De Haspengouwroute doorkruist het gebied.

## Droog-Haspengouw

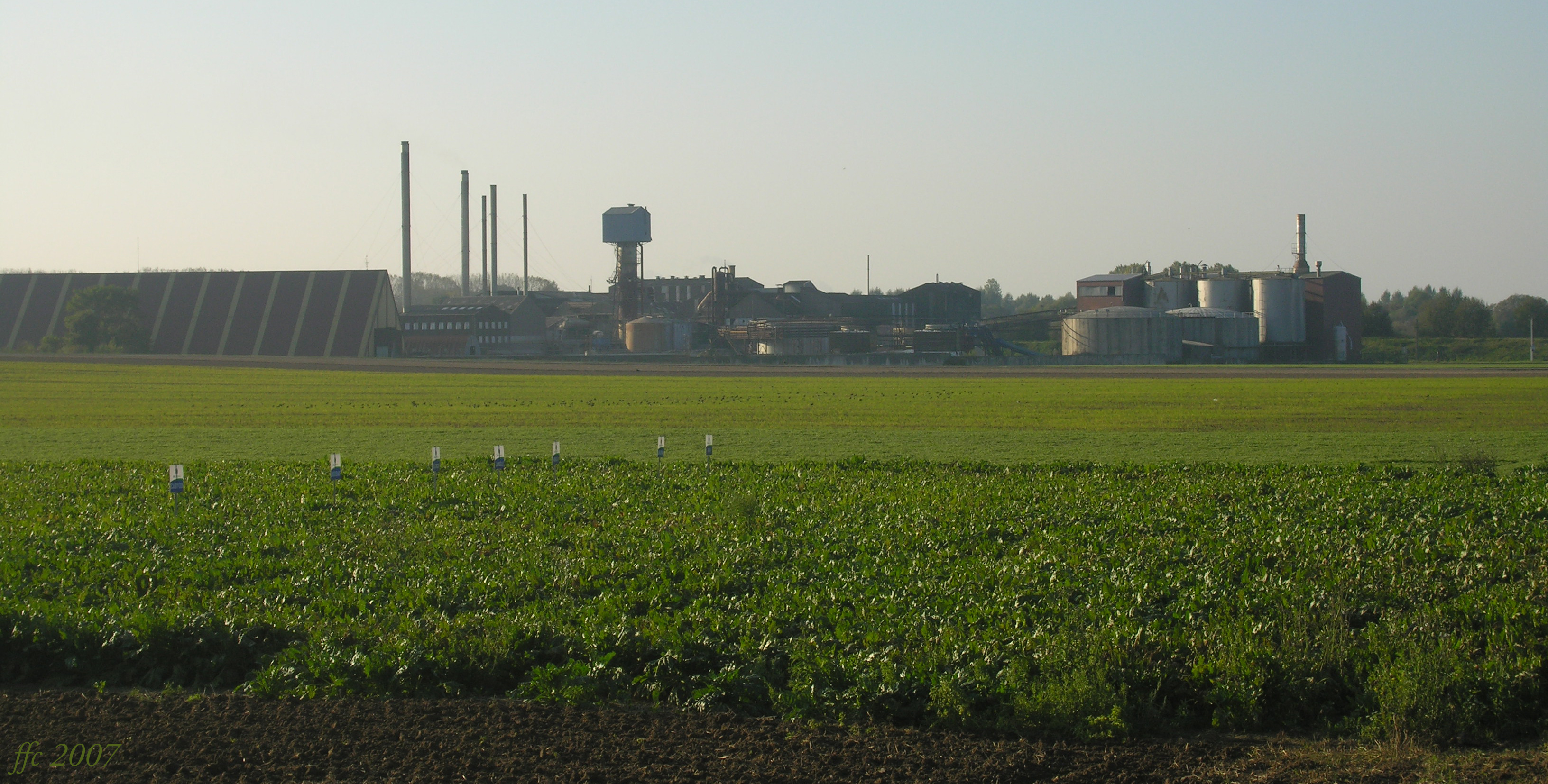
Proefveld voor suikerbieten met de voormalige suikerfabriek van Hollogne-sur-Geer op de achtergrond

Droog-Haspengouw is het meer omvangrijke zuidelijke deel van de regio. De zuidelijke grens ligt bij de rivier de Maas, waar het overgaat in de Condroz. Droog-Haspengouw is een belangrijk akkerbouwgebied met suikerbieten en tarwe. In dit gebied is de grondwaterstand laag. Van de weinige riviertjes is de Jeker de belangrijkste. De meeste dalen zijn droogdalen. Het gebied loopt van 80-140 meter met, nabij de Maas, zelfs een heuvel van 200 meter hoogte. Dit gebied was vanouds bosarm en is een zeer open landschap. Het droge karakter van dit gebied ontstaat door de samenstelling van de ondergrond, onder de lösslaag. Die bestaat hier uit krijt en is dus doorlaatbaar voor water.

## Vochtig-Haspengouw

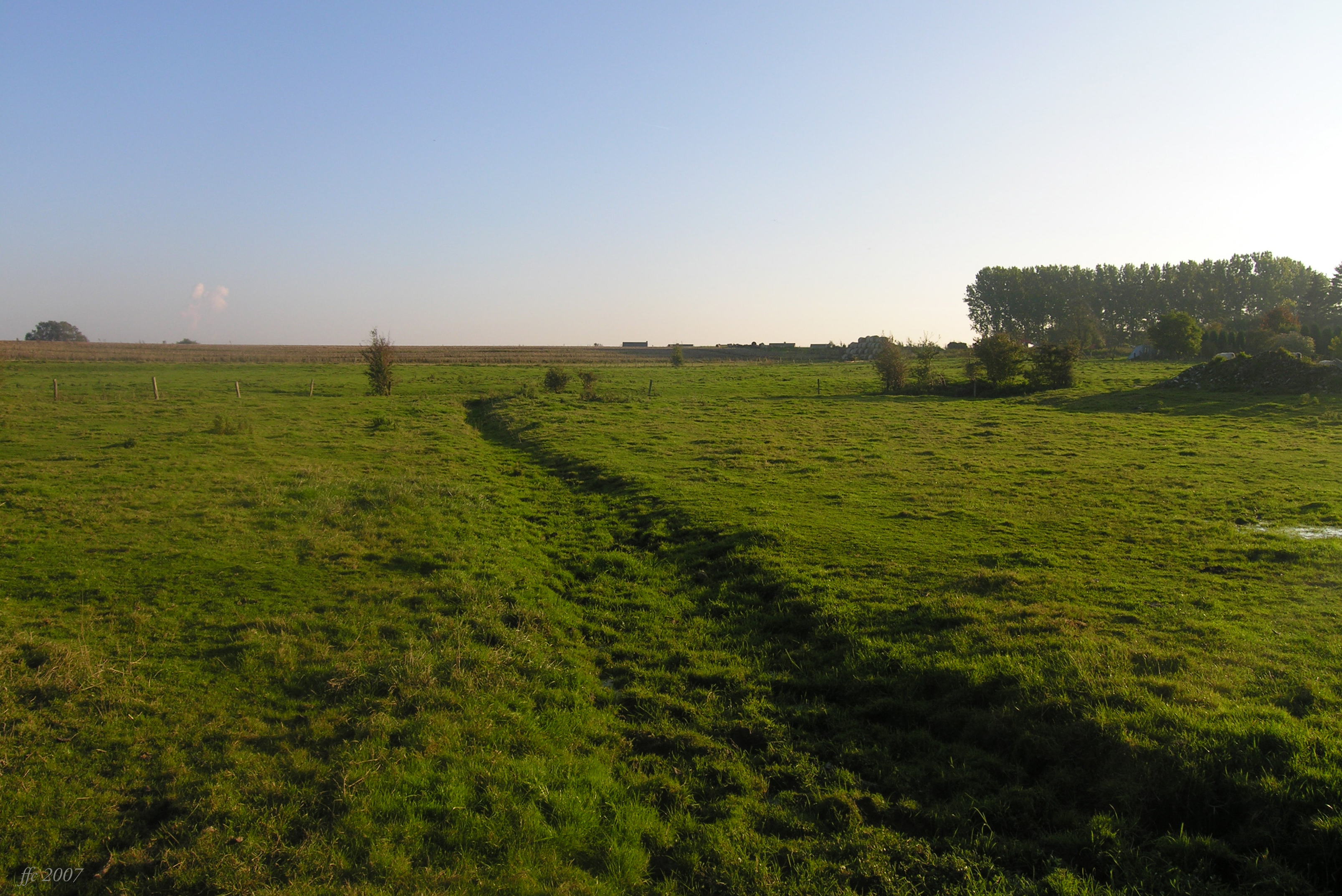
Natte weiden in het brongebied van de Jeker in Lens-Saint-Servais

Vochtig-Haspengouw is het minder omvangrijke zanderige noordelijke deel en vormt een overgangsgebied naar de Kempen. Er wordt hier vooral fruit en zuivel geproduceerd. Vanwege de talrijke fruitboomgaarden worden in de lente jaarlijks "bloesemfeesten" gehouden. Ook fruitveilingen en stroopproductie zijn typisch voor de streek. Ook enkele van de noordelijkste wijngaarden van België bevinden zich in deze streek.
Dit deel is lager gelegen, van 30 meter in het noordwesten tot 100 meter hoogte in het zuiden. De vochtigheid komt voort uit de aanwezigheid van ondoordringbare lagen in de ondiepe ondergrond. Waar deze dagzomen vindt men bronnen. De belangrijkste rivier in vochtig-Haspengouw is de Demer. Hoewel het gebied vanouds bosrijk was, is het bosareaal steeds verder afgenomen. In 1950 bedroeg dit nog 9 km².

## Cultuurhistorie
Haspengouw kenmerkt zich door een groot aantal kleine dorpen, vaak zogenaamde hoopdorpen. Vierkantshoeven zijn kenmerkend voor dit gebied. Wegens haar vruchtbaarheid was Haspengouw een relatief dichtbevolkt gebied, reeds van belang in de Romeinse tijd, maar ook ten tijde van de Merovingen (Austrasië) en later.
De taalgrens in België, die door dit gebied loopt, zou tot stand gekomen zijn nadat het Romeinse Rijk zijn greep op de provincie Belgica verloor en de Franken het gebied veroverden. Zij zouden de Gallo-Romeinse cultuur geassimileerd hebben, terwijl noordelijk van Haspengouw vrijwel geen mensen woonden en de Romeinse cultuur minder aanwezig was en de Germaanse talen zo in gebruik werden genomen.

## Gemeenten in Haspengouw
Onderstaande gemeenten liggen in Haspengouw (Droog- of Vochtig-Haspengouw). Sommige gemeenten liggen gedeeltelijk ook in een andere streek (aangeduid met een asterisk *).

### In de provincie Belgisch-Limburg
Alken, Bilzen*, Borgloon, Diepenbeek*, Gingelom, Hasselt*, Heers, Herk-de-Stad*, Herstappe, Hoeselt, Kortessem, Nieuwerkerken, Riemst, Sint-Truiden, Tongeren, Wellen

### In de provincie Luik
Amay, Ans, Awans, Berloz, Bitsingen, Borgworm, Braives, Burdinne, Crisnée, Donceel, Engis*, Faimes, Fexhe-le-Haut-Clocher, Flémalle*, Geer, Grâce-Hollogne, Hannuit, Héron, Juprelle, Lijsem, Oerle, Oupeye, Remicourt, Saint-Georges-sur-Meuse, Verlaine, Villers-le-Bouillet, Wanze, Wasseiges

### In de provincie Namen
Andenne*, Éghezée, Fernelmont, Gembloers, La Bruyère, Sombreffe

### In de provincie Waals-Brabant
Chastre, Geldenaken, Hélécine, Incourt, Orp-Jauche, Perwijs, Ramillies, Walhain

### In de provincie Vlaams-Brabant
Hoegaarden, Landen, Linter*, Tienen*, Zoutleeuw*

## Galerij

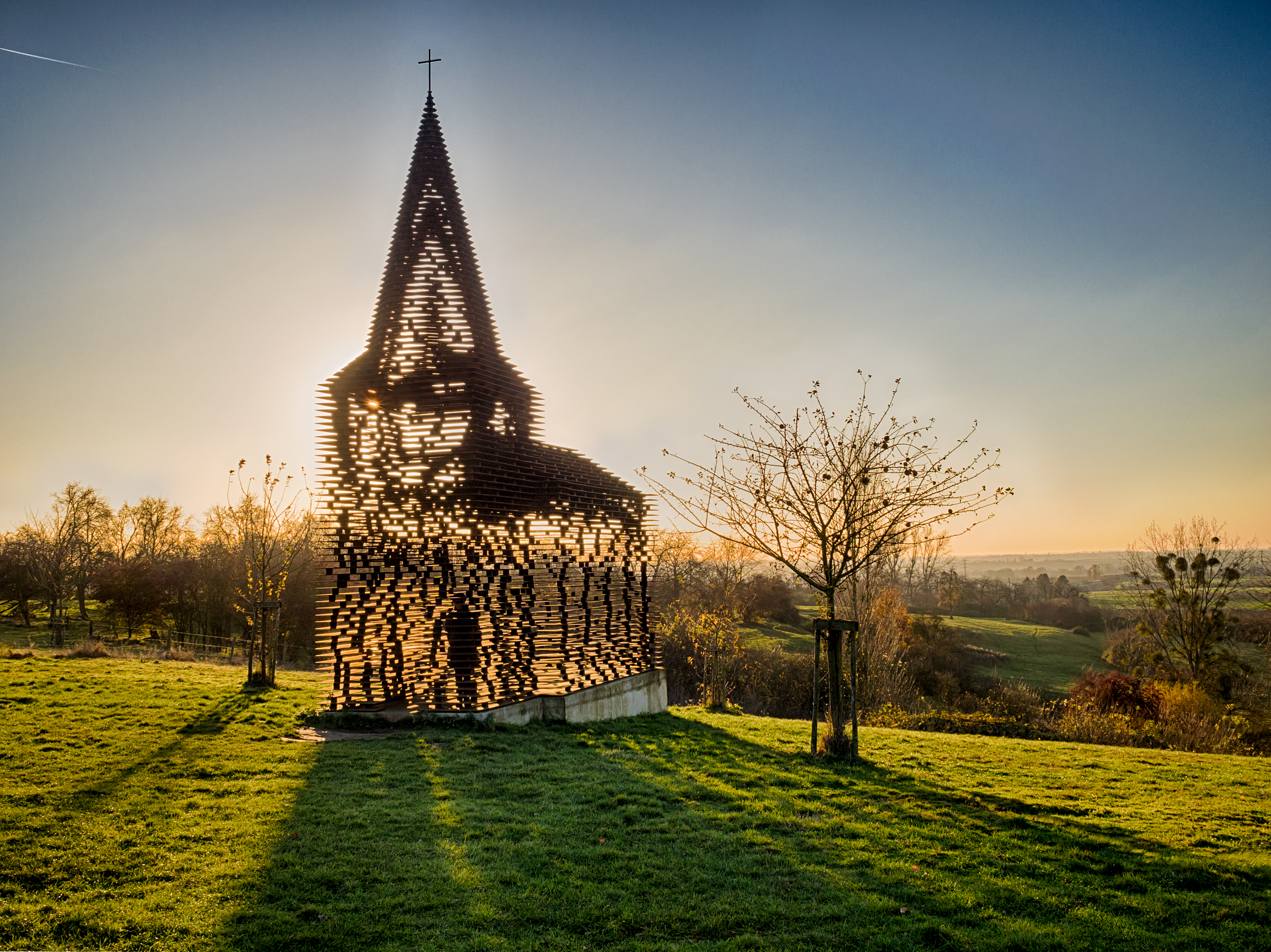
Reading between the lines
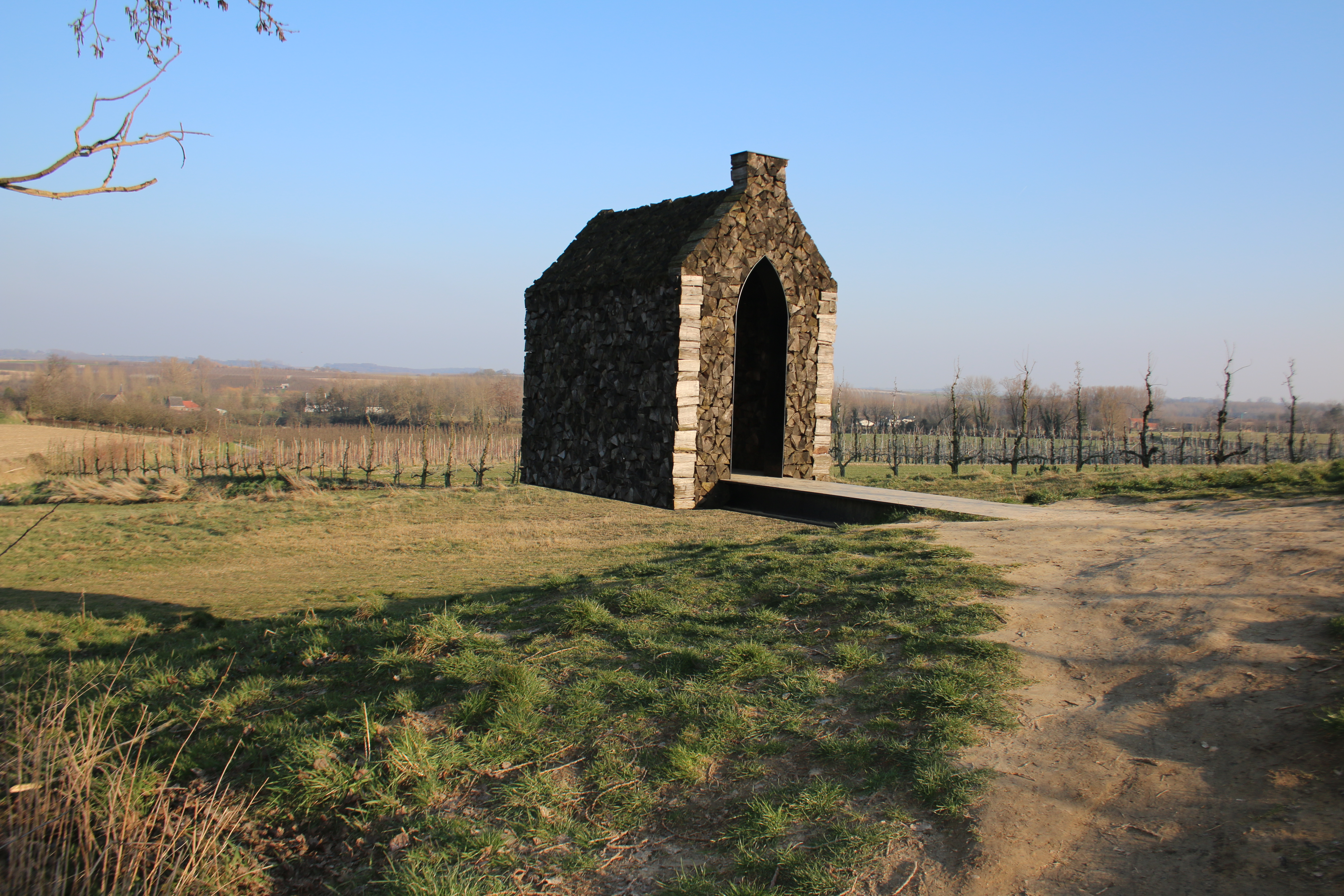
Helsheaven
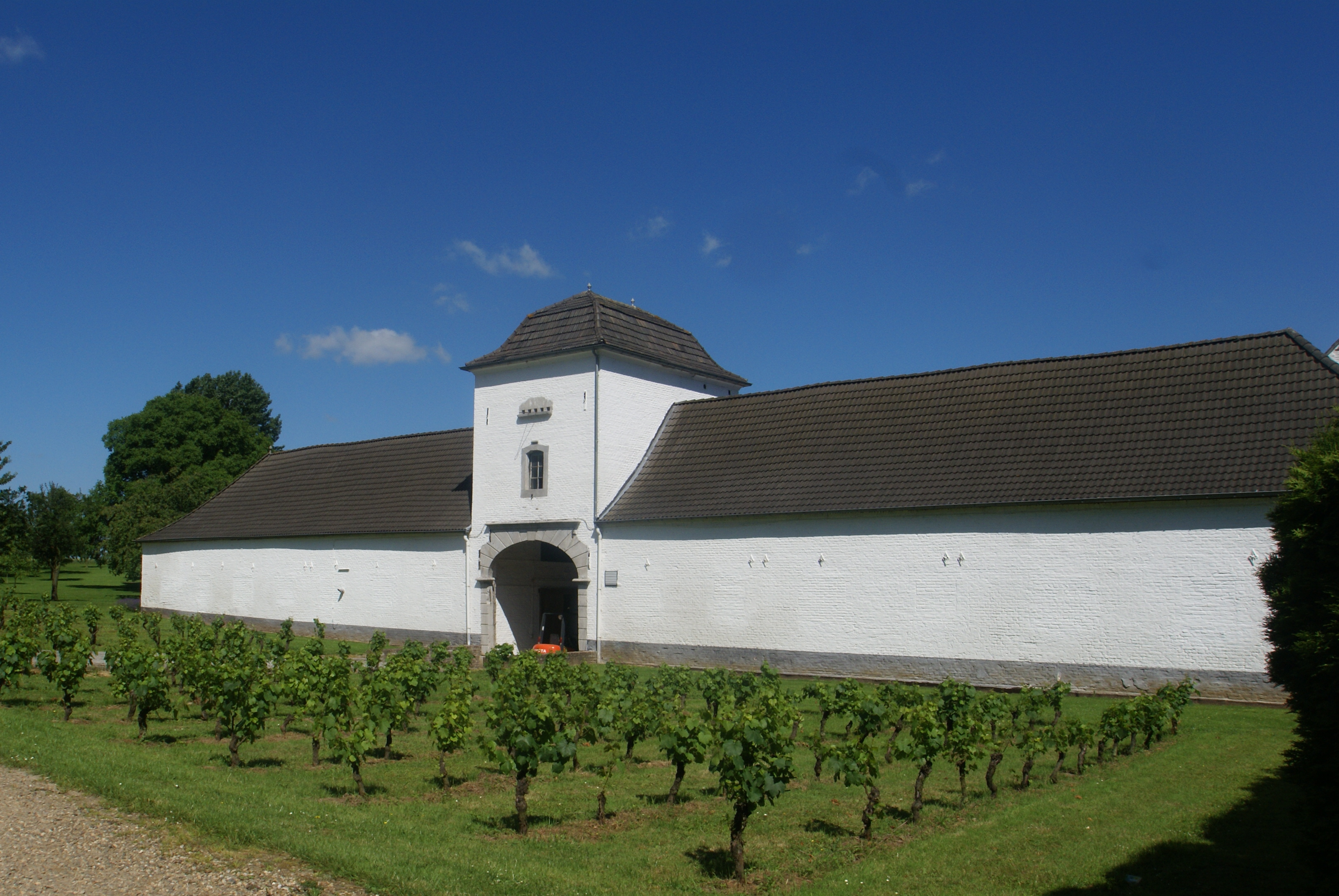
Wijnkasteel Genoels-Elderen
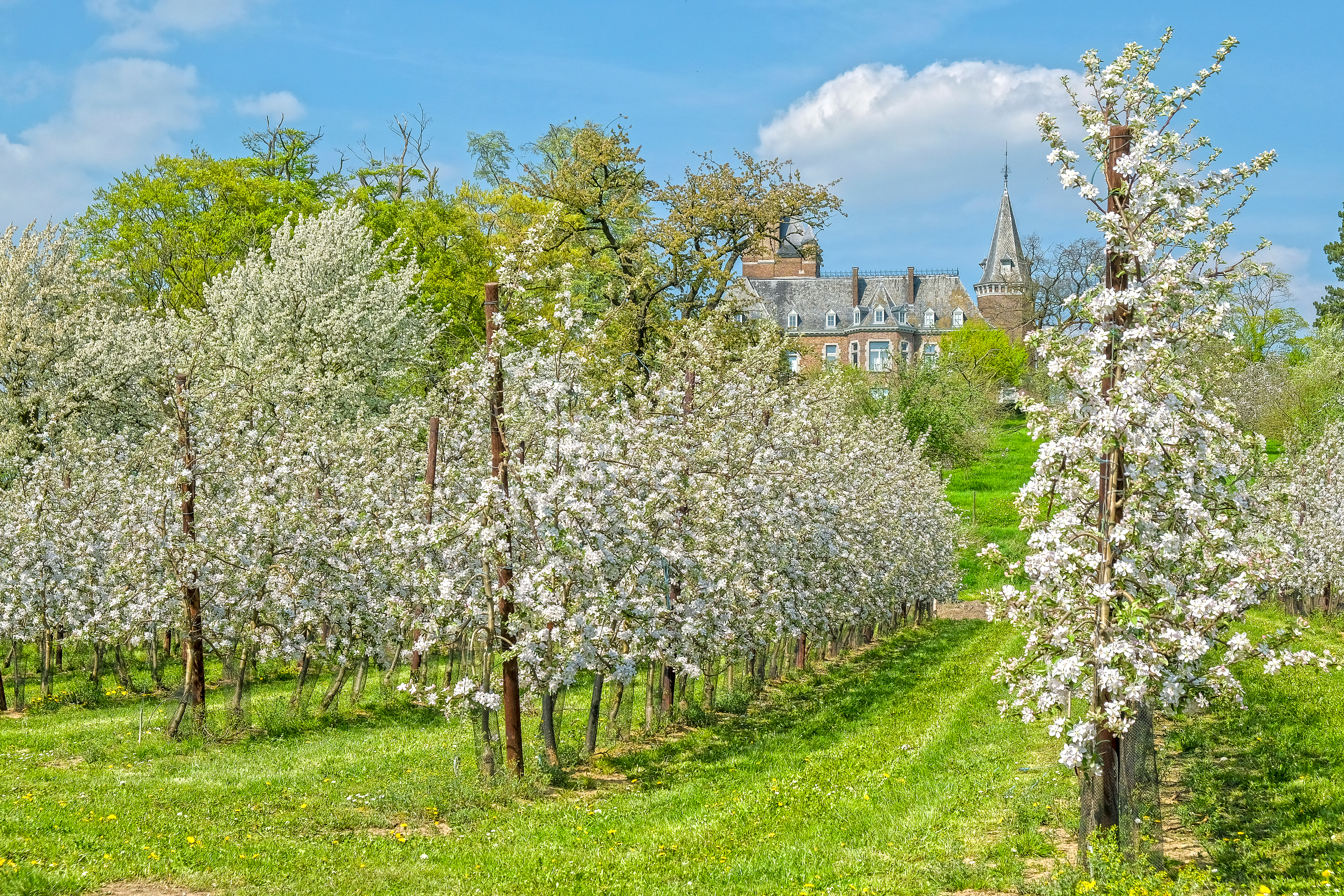
Borgloon in bloesem
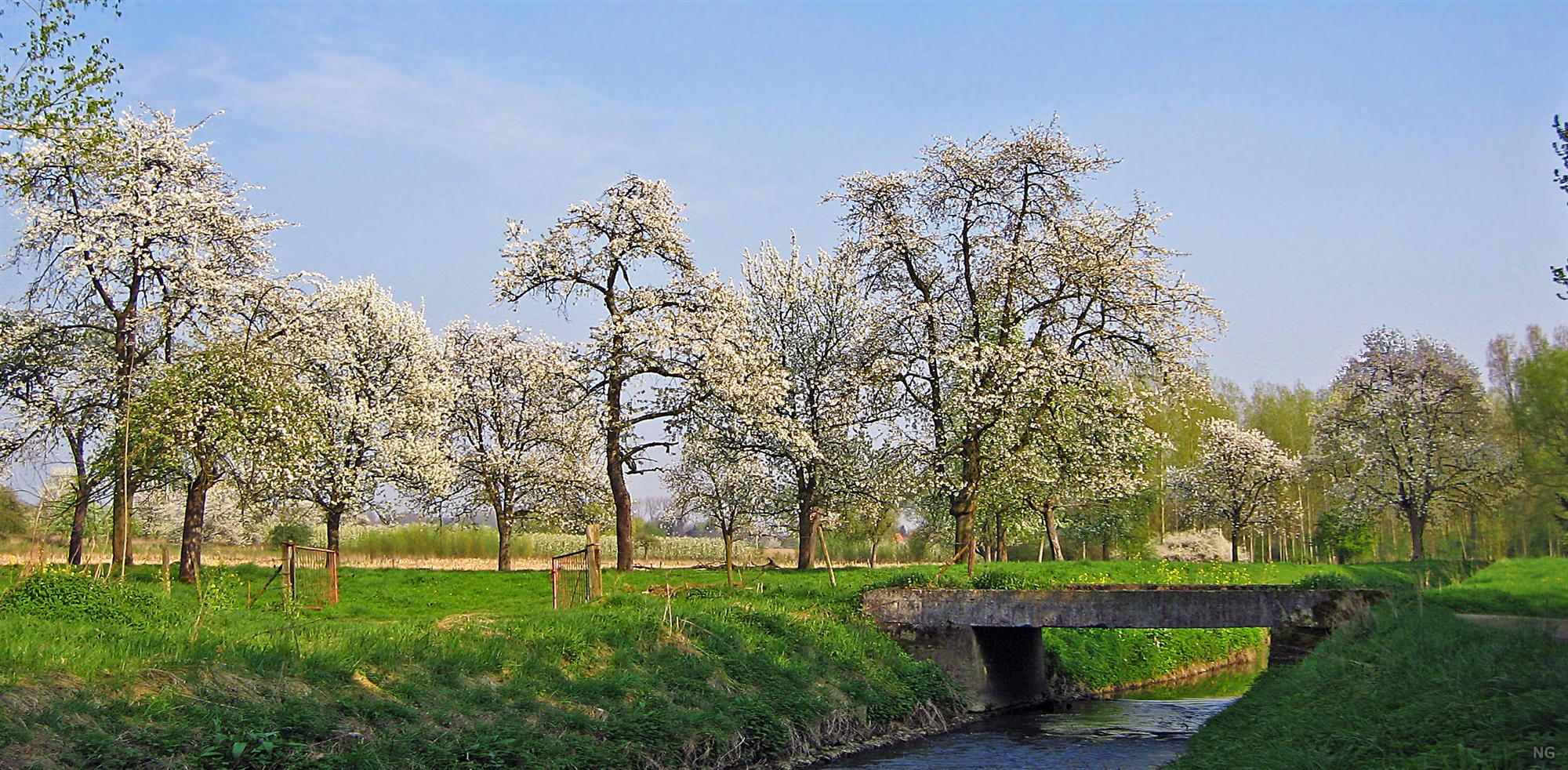
Alken: Herk en bloesems
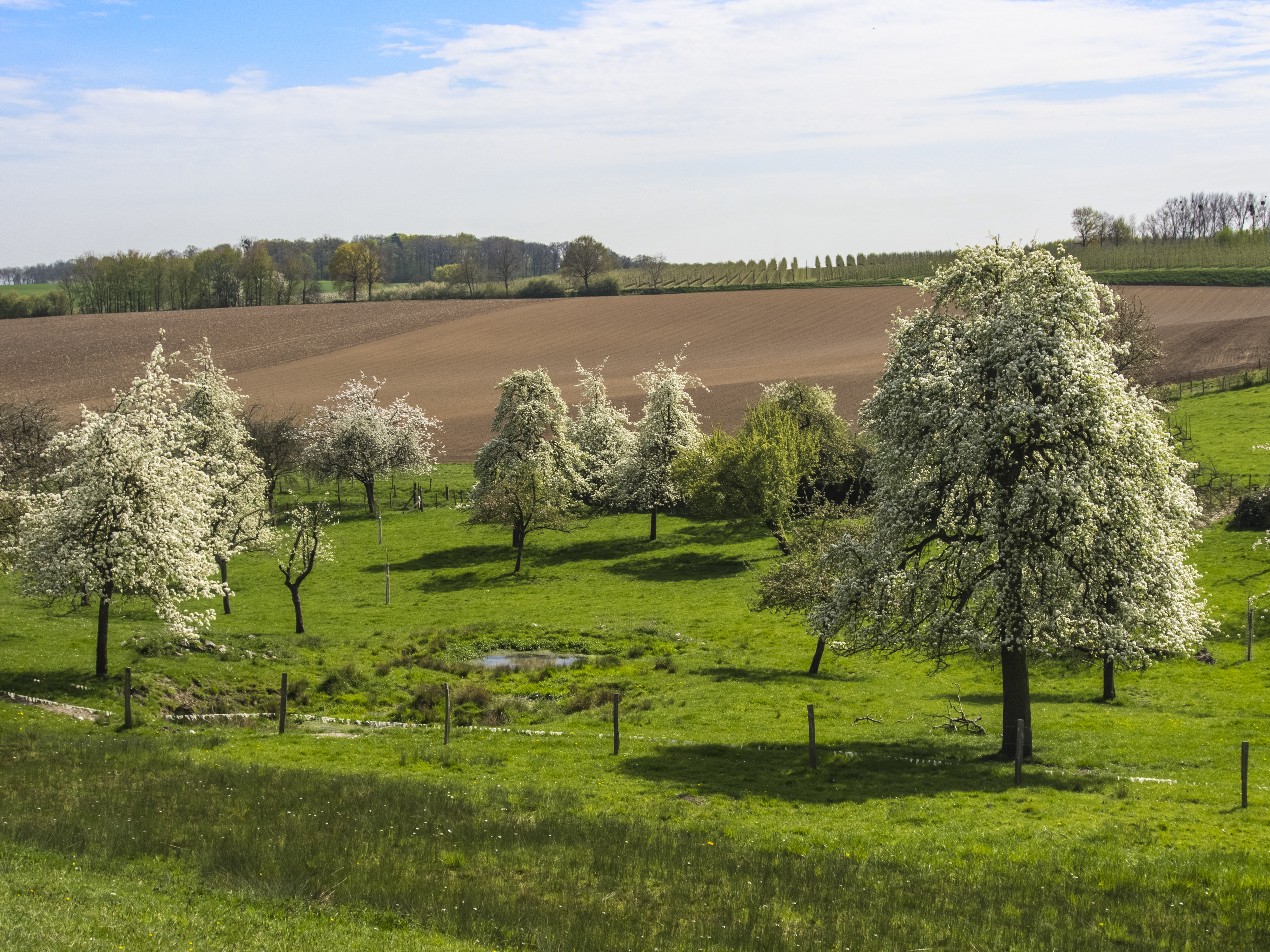
Haspengouw in bloei